# Monumentul Victimelor Pogromului de la Iași
Monumentul Victimelor Pogromului de la Iași este un obelisc înălțat în anul 1976 în fața Sinagogii Mari din Iași în memoria victimelor Pogromului de la Iași. Obeliscul a fost refăcut din marmură neagră, fiind inaugurat într-o ceremonie comemorativă organizată pe 28 iunie 2011.

## Istoric
În anul 1976 a fost inaugurat în fața Sinagogii Mari din Iași un obelisc în memoria victimelor Pogromului de la Iași din 28-29 iunie 1941. Monumentul avea amplasată pe el o placă de marmură cu următoarea inscripție în limba română: În memoria victimelor pogromului fascist de la Iași din zilele de 28-29 iunie 1941 și a fost inclus pe Lista monumentelor istorice din județul Iași din anul 2015, având codul de clasificare IS-III-m-B-04301.
Monumentul a fost refăcut de Primăria Municipiului Iași din marmură neagră și cu dimensiuni mai mari, ca o expresie a „combaterii intoleranței, a asumării trecutului, cu bune și rele, a bunei conviețuiri ca stare de normalitate”. Dezvelirea noului obelisc a avut loc pe 28 iunie 2011, cu ocazia comemorării a 70 de ani de la pogrom, în prezența primarului Gheorghe Nichita, a marelui rabin Menachem Hacohen, a directorului Muzeului Memorial al Holocaustului din Washington, Paul A. Shapiro, a generalului israelian Avraham Almog, a rabinului Abraham Ehrenfeld, a directorului tehnic Mihai Chirica (viitor primar) și a președintelui Comunității Evreilor din Iași, ing. Abraham Ghiltman. S-au rostit discursuri în care s-au reamintit evenimentele tragice din vara anului 1941, iar cei doi rabini au rostit Psalmul 130 în limbile ebraică și română.
În jurul monumentului a fost amenajată o piațetă a prieteniei româno-israeliene.

## Galerie

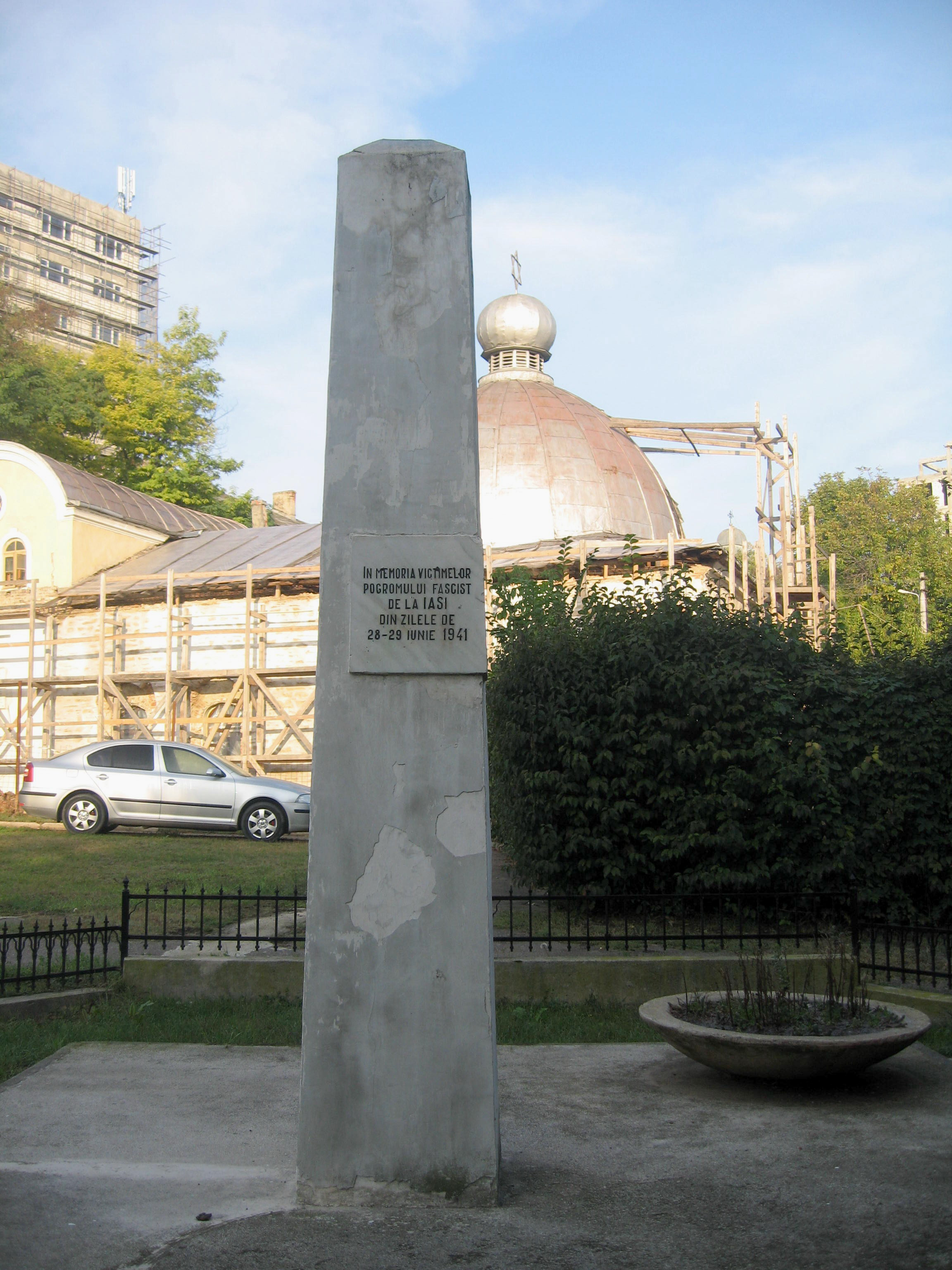
Fostul obelisc cu inscripția „În memoria victimelor pogromului fascist de la Iași din zilele de 28-29 iunie 1941”
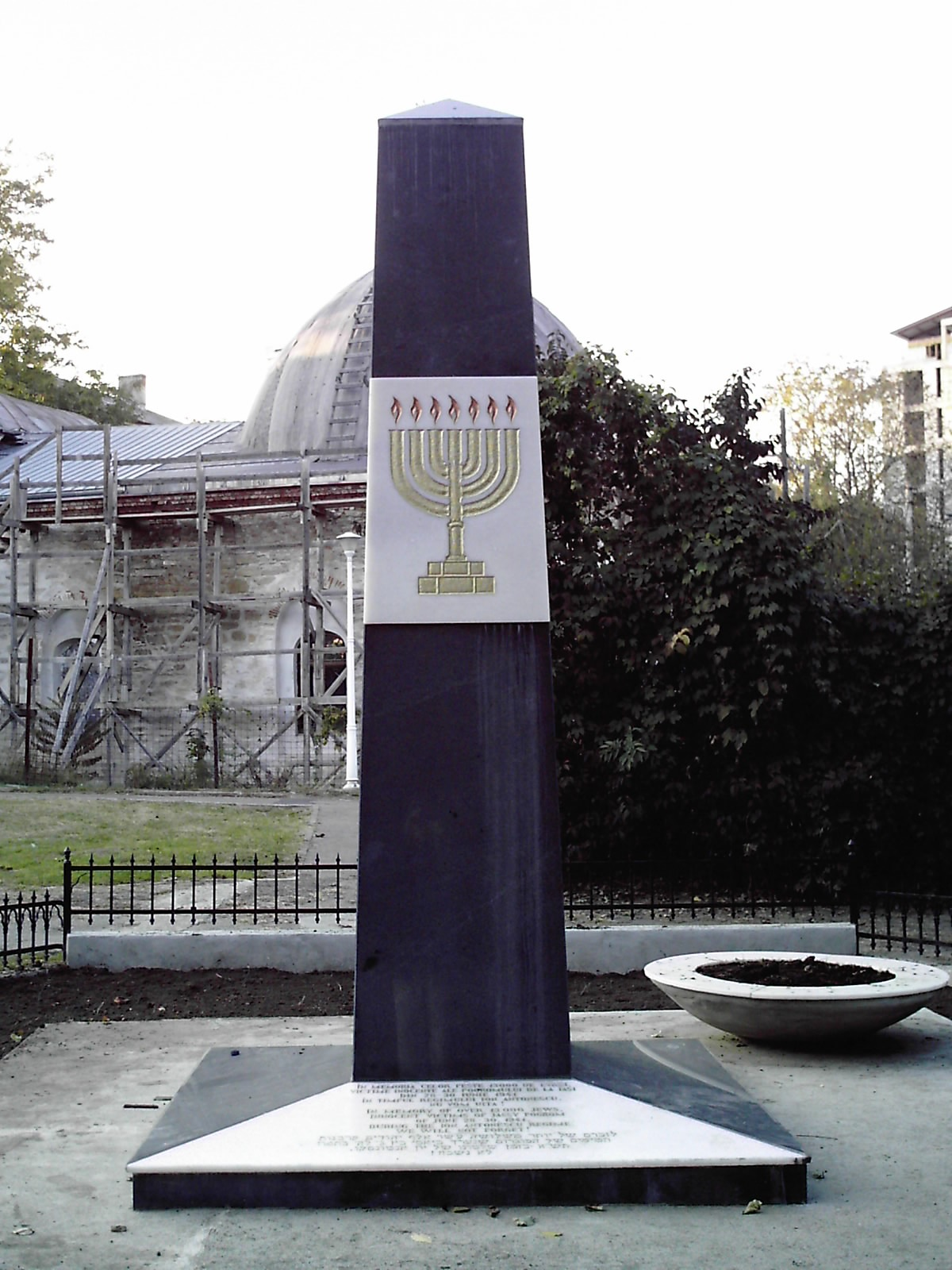
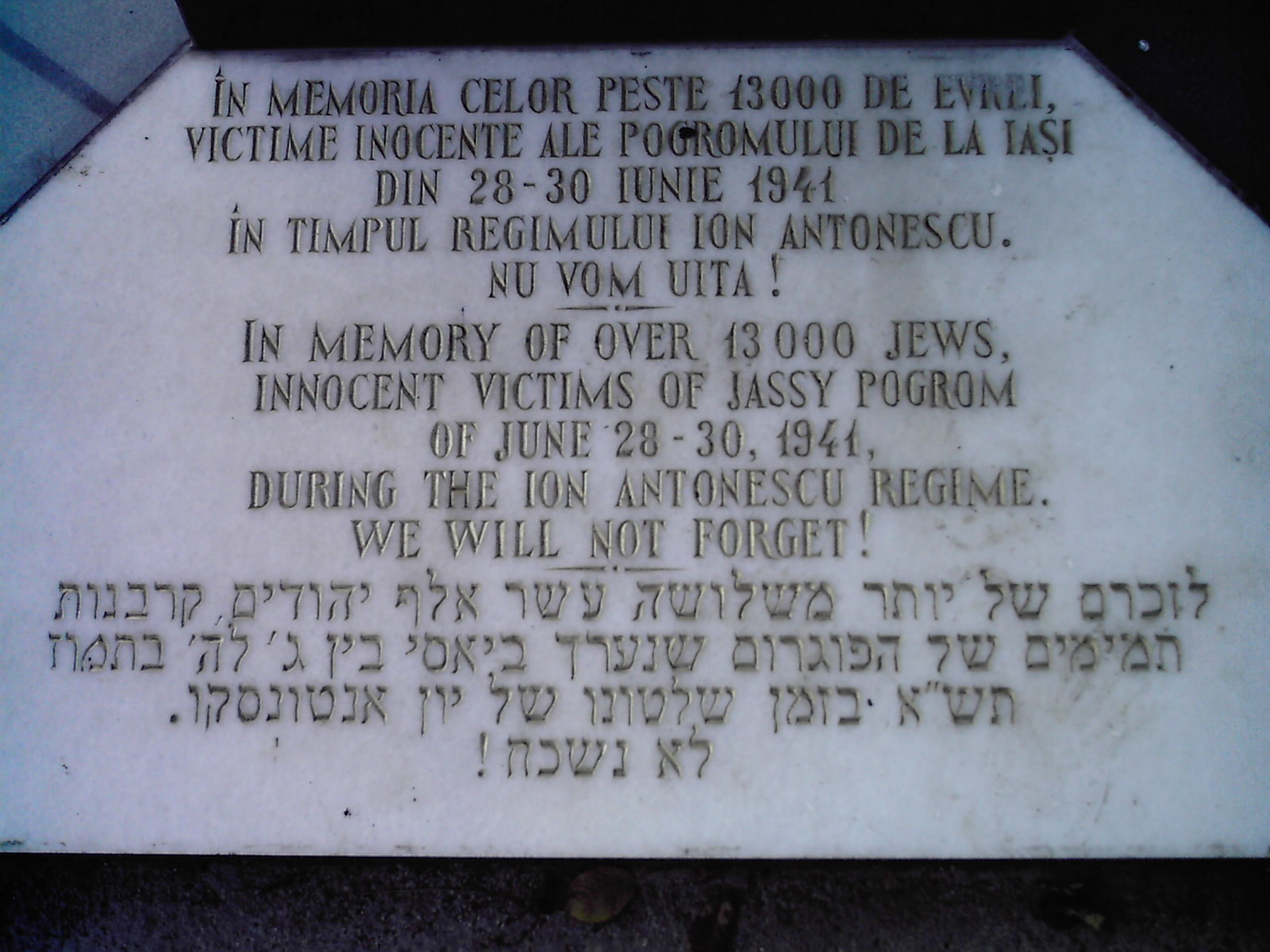
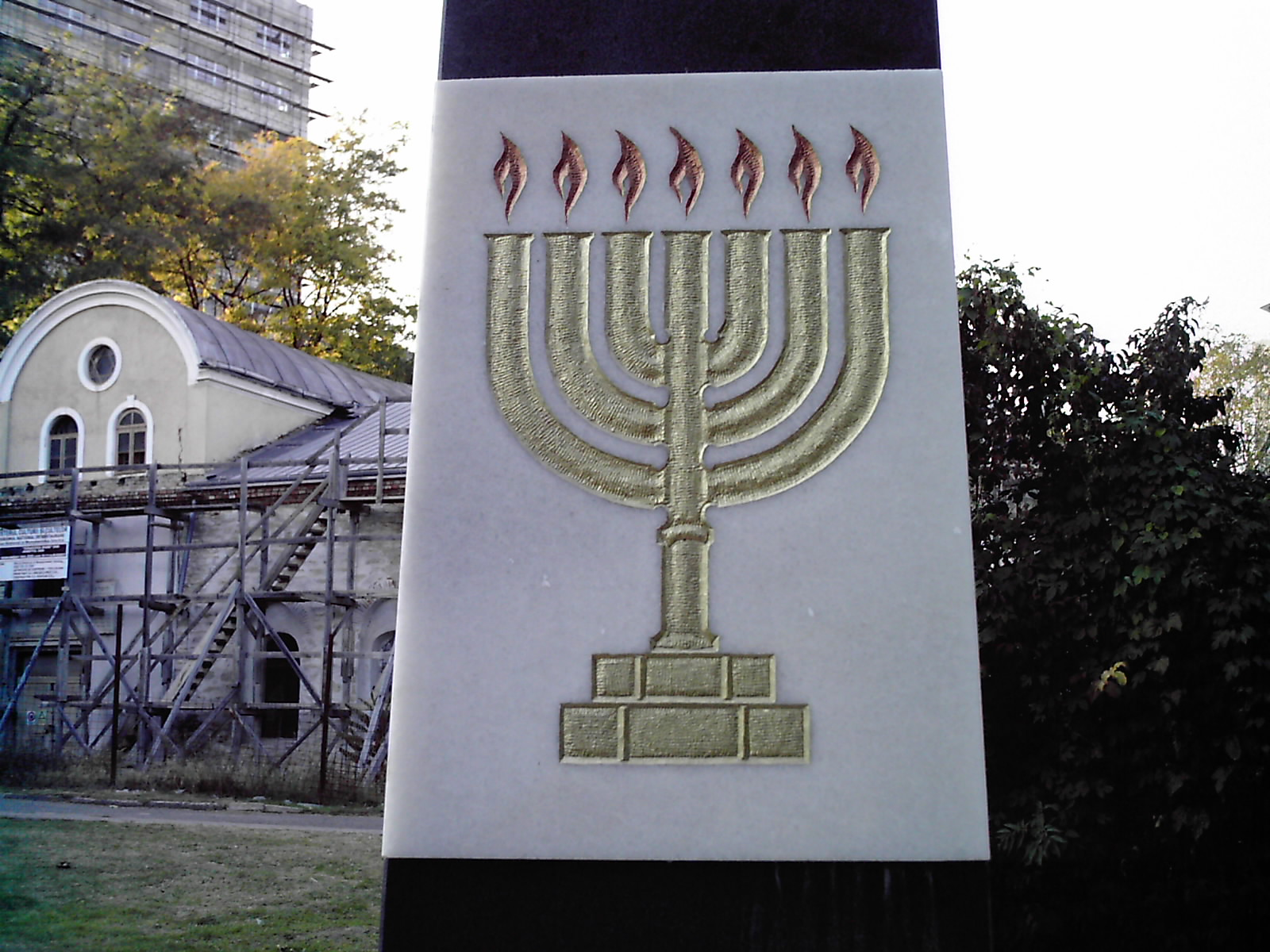
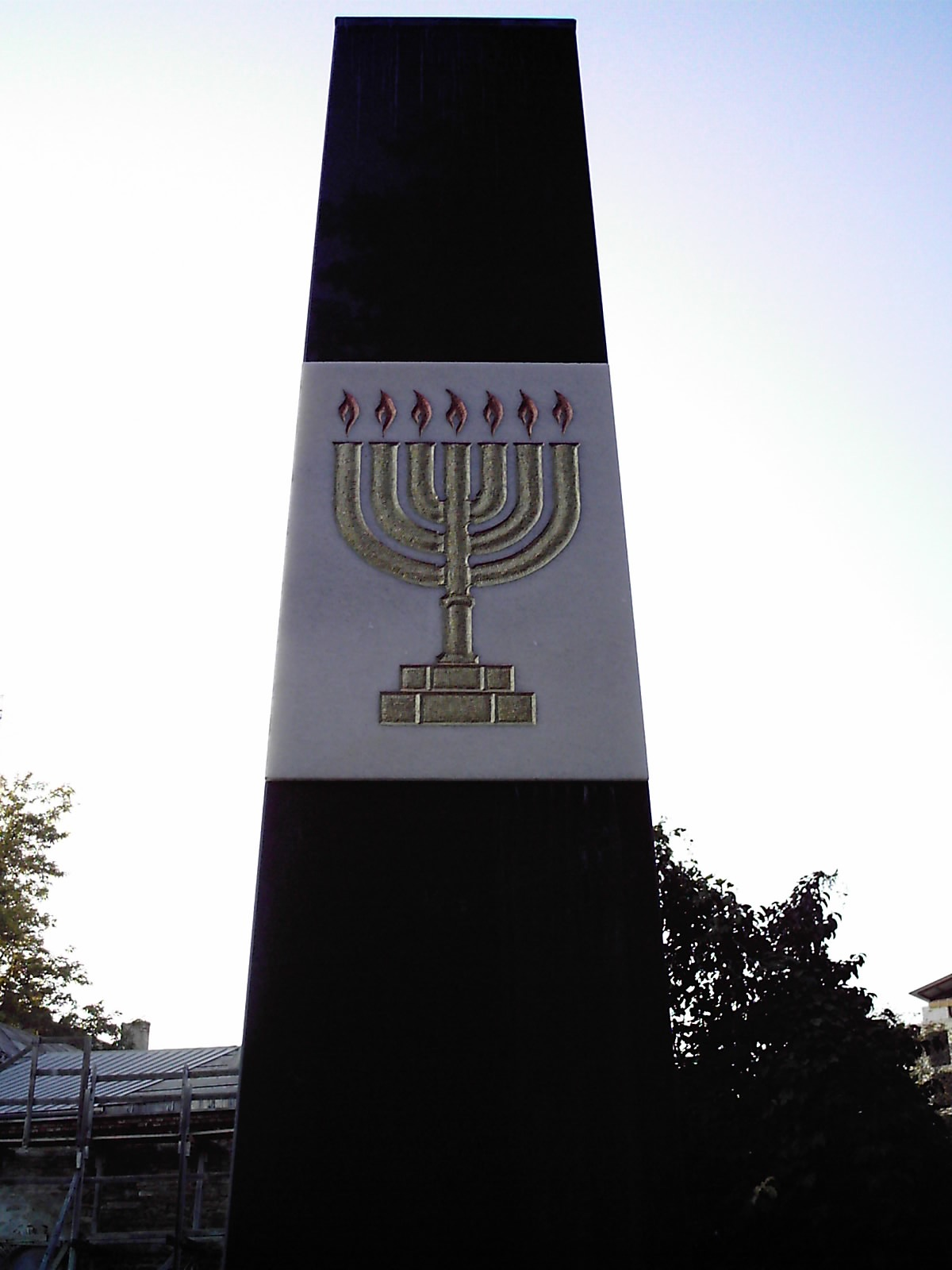